# مارك جونز (لاعب دوري الرغبي)
مارك جونز (بالإنجليزية: Mark Jones) هو لاعب دوري الرغبي بريطاني، ولد في 22 يونيو 1965 في Tredegar ‏ في المملكة المتحدة.

## وصلات خارجية
- مارك جونز عل موقع إسبنسكروم (الإنجليزية)